# Danske Scenografer
Danske Scenografer er en faglig organisation for professionelle inden for scenografi, herunder design af kostumer, lys, lyd, video m.v. Organisationen har 314 medlemmer (pr. 1. januar 2023) og er medlem af centralorganisationen Akademikerne.
Organisationen blev stiftet i begyndelsen af 1970'erne som Sammenslutningen af Danske Scenografer på initiativ af Jørgen Espen Hansen og Erik Nordgreen. Den var fra 1974 til 1984 en del af Fællesforbundet for Teater, Film og TV sammen med de beslægtede forbund på teaterområdet. Navnet blev ændret til det nuværende i 2017.
Danske Scenografer har overenskomster med DR, Producentforeningen, samt med teatrenes organisation Dansk Teater.
Dronning Margrethe har siden 1. november 2010 været æresmedlem af Danske Scenografer.